# Cyste

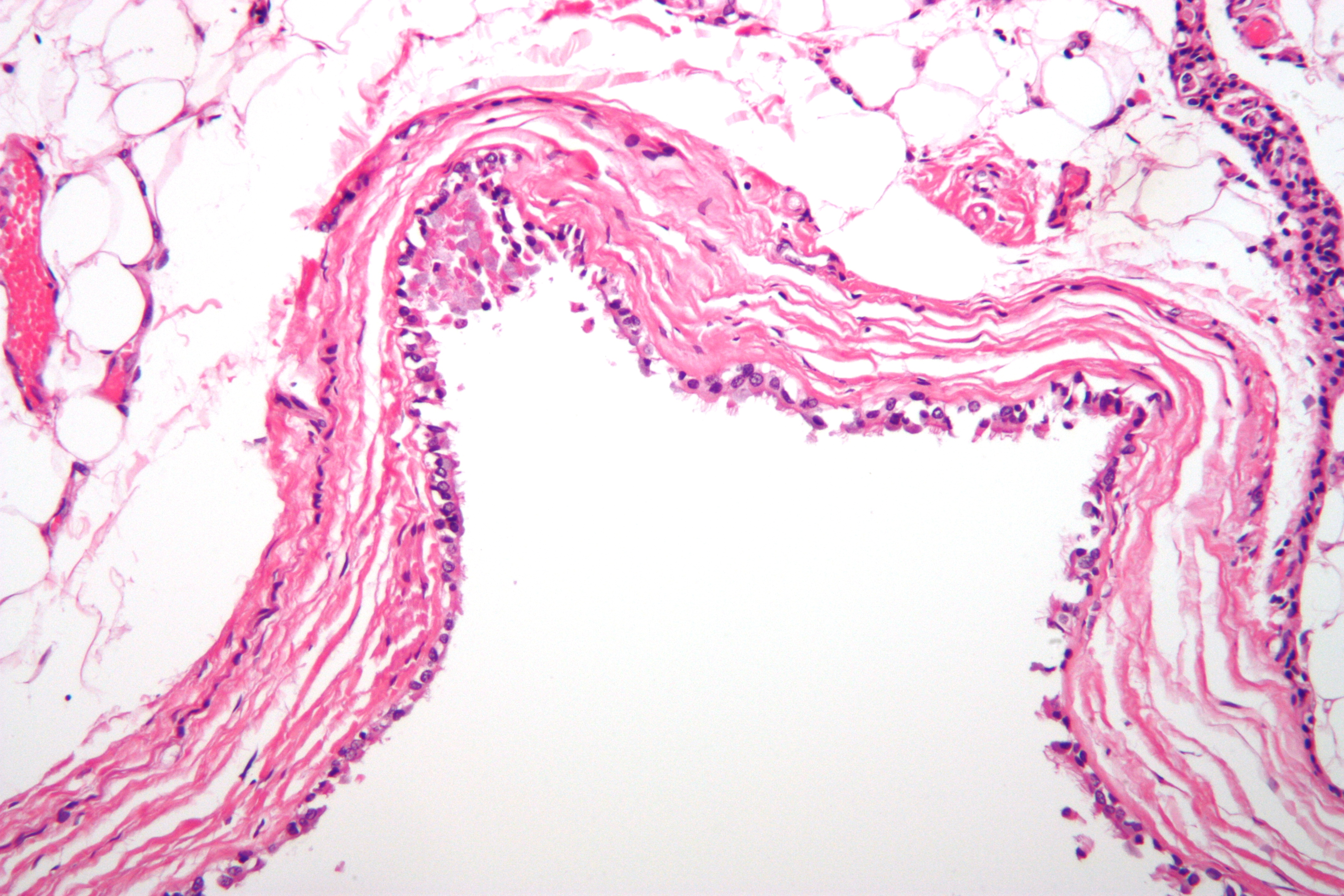
Microscopisch beeld van een cyste

Een cyste (uitspraak: kiste, kieste, in de praktijk ook wel siste, sieste) is een abnormale en pathologische lichaamsholte die afgelijnd is door epitheelweefsel. Een cyste kan gevuld zijn met lucht, vocht of semi-vast materiaal. Een cyste heeft een semipermeabele wand. Dat betekent dat er wel vocht in kan maar niet uit en hierdoor groeit ze. Na verloop van tijd is het mogelijk dat een ontstane cyste vanzelf weer verdwijnt. Zo niet, dan kan deze door middel van chirurgie verwijderd worden.
De benaming van een specifieke cyste wordt bepaald door de plaats van voorkomen:
- Atheroomcyste
- Facetcyste
- Haarnestcyste (sinus pilonidalis) - in de bilspleet
- Mediane halscyste
- Polycysteus-ovariumsyndroom
- Polycysteuze nieren

Een opeenhoping van pus is geen cyste maar een abces.
Ook kunnen parsitaire rondwormen, zoals Trichinella spiralis, cysten vormen met daarin de larven van de rondworm.

## Tandheelkunde
Een cyste kan odontogeen - van dentale oorsprong - zijn of van niet-dentale oorsprong. Van dentale oorsprong wil zeggen dat ze ontstaat door epitheel van de tanden, zijnde de resten van de tandlijst, de epitheliale resten van Malassez en de wortelschede van Hertwig. Van niet-dentale oorsprong wil zeggen, dat het initiërende epitheel niet te maken heeft met de tanden.
Bij de dentale cystes worden ontwikkelingscystes onderscheiden van de ontstekingscystes.
Classificatie:
- Dentale cystes
  - Ontstekingscyste
    - Radiculaire cyste
    - Residuele cyste
    - Parodontale cyste

  - Ontwikkelingscyste
    - Gingivale cyste
    - Teratoom en epidermoïde cyste
    - Branchiale cyste
    - Keratocyste
- Niet-dentale cystes
  - Idiopathische botcaviteit van Stafne (is feitelijk geen cyste)
  - Aneurysmatische botcyste
  - Cyste ductus nasopalatinus
  - Simpele beencyste
  - Nasolabiale cyste (cyste van klestadt)